# Stylidium ceratophorum
Stylidium ceratophorum är en tvåhjärtbladig växtart som beskrevs av Schwarz. Stylidium ceratophorum ingår i släktet Stylidium och familjen Stylidiaceae. Inga underarter finns listade i Catalogue of Life.